# 七官
七官（しちかん）は、慶応4年の政体書に基づいて明治政府に設置された中央官庁、すなわち議政官、神祇官、行政官、会計官、軍務官、外国官および刑法官の総称である。

## 概要
はじめ明治政府が成立すると、神祇、内国、外国、海陸軍、会計、刑法および制度の七事務科が置かれ、ついで七事務局となり（ただし海陸軍は軍防と変更）、「七局」と略称し、これと別に国政の統一のために総裁局があった。
七局には、議定1人が各官の督として事務を総轄し、同じく2人が輔としてこれを佐け、参与4人が判事として実務に当たった。閏4月21日に廃止され、政体書においては立法、行政および司法の三権を分立させるために七官制とした。
議政官は立法府で、上局および下局に分かれ、行政官は行政事務を総轄し、総裁局の後身で、のちの太政官の前身で、神祇官、会計官、軍務官および外国官はそれぞれ行政を分担し、刑法官は司法府であった。
議政官の上局には議定参与、下局には議長および議員がいて、行政官には議定兼任の輔相が首相の位置としてあり、神祇以下5官には知事が長官、副知事が次官、判事が書記官として置かれた。
明治2年5月13日、議政官が廃止され、7月8日の職員令により、行政官は太政官に、神祇官は神祇省に、会計官は大蔵省に、軍務官は兵部省に、外国官は外務省に、刑法官は刑部省となった。